# Luzerner Kantonalbank
Luzerner Kantonalbank es un banco cantonal y el grupo dominante en banca minorista en el cantón suizo de Lucerna, con una cuota de mercado del 50-60%. Está centrado principalmente en la financiación de pequeñas empresas e hipotecas personales en la economía local. El banco ha evitado algunos problemas que enfrentan sus pares de mayor dimensión en Suiza y los préstamos morosos están en niveles negligibles.